# منتخب ماليزيا لكرة الطائرة للسيدات
منتخب ماليزيا لكرة الطائرة للسيدات هو ممثل ماليزيا الرسمي في المنافسات الدولية في كرة طائرة للسيدات
.